# Muntele Masă
Muntele Masă (în engleză: Table Mountain; în khoekhoe: Huri ‡aaxa, munte care se ridică din mare; în afrikaans: Tafelberg) este un munte cu vârf plat, care formează un reper important deasupra Cape Town, capitala Africii de Sud. Reprezintă o atracție turistică semnificativă, vizibile de la 200 km distanță, mulți vizitatori folosind telecabina sau mergând în drumeții până în vârf. Muntele face parte din Parcul Național Table Mountain. Table Mountain găzduiește o varietate largă de faună și floră, cea mai mare parte fiind endemică.

## Caracteristici

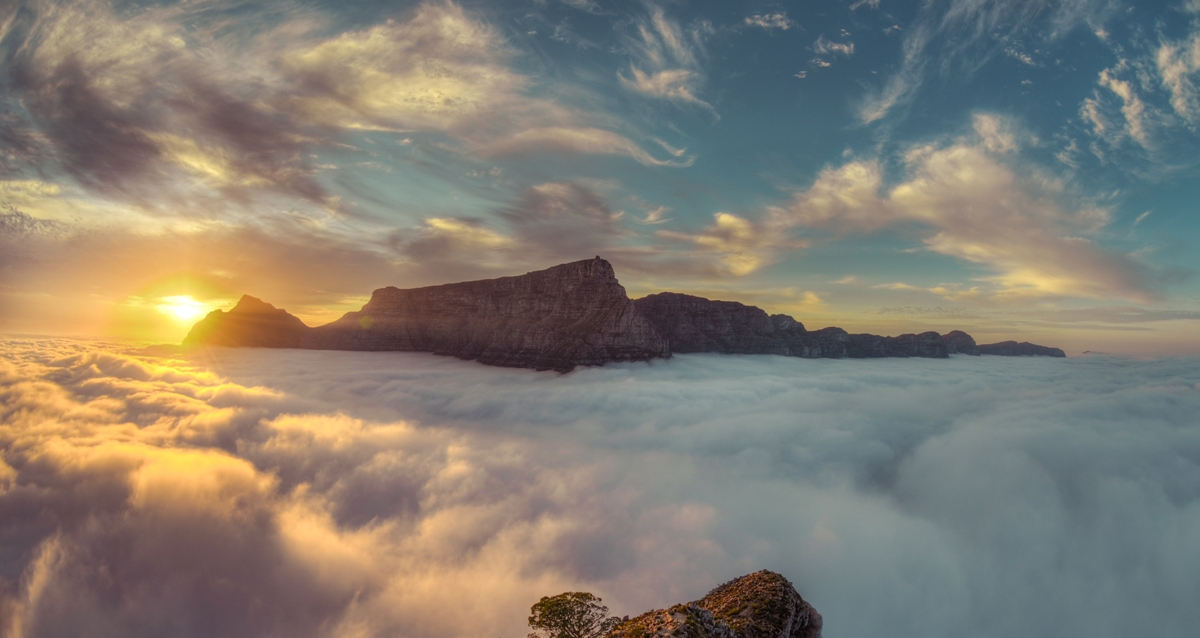
Table Mountain văzut de la Capul Leului.

Caracteristica principală a Muntelul Masă este platoul nivelat de aproximativ 3 km dintr-o parte în alta, străjuit de stânci impresionante. Platoul, flancat de Vârful Diavolului la est și de Capul Leului la vest, formează un fundal dramatic deasupra Cape Town. Această culme largă de înălțimi muntoase, împreună cu Signal Hill, formează amfiteatrul natural al portului City Bowl și Table Bay. Punctul cel mai înalt de pe Table Mountain este spre capătul estic al platoului și este marcat de Maclear's Beacon, un far de piatră construit în 1865 de Sir Thomas Maclear pentru sondaj trigonometric. Înălțimea maximă este de 1086 deasupra nivelului mării, cu aproximativ 19 m mai mare decât stația de telecabină de la capătul vestic al platoului.
Stâncile platoului principal sunt separate de Defileul Platteklip („Defileul plat de piatră”), care oferă o ascensiune ușoară și directă spre vârf, acesta fiind traseul lui António de Saldanha la prima ascensiune înregistrată în 1503.
Vârful plat al muntelui este adesea acoperit de nori orografici, formați atunci când vântul din sud-est este ridicat pe versanții muntelui spre aerul rece, unde umiditatea condensează, pentru a forma norii numiți „față de masă”. Legenda atribuie acest fenomen unui concurs de fumat între diavol și un piratul local numit Van Hunks.
Table Mountain se află la capătul nordic al unui lanț muntos format din gresii care formează coloana vertebrală a Peninsulei Cape. Acest lanț se termină la aproximativ 50 km mai la sud, la Capul Bunei Speranțe și Punctul Capului (Cape Point). Imediat la sud de Table Mountain se află un „platou” accidentat, cu o altitudine ceva mai mică decât cea a platoului Muntelui Masă (aproximativ 1000 m), numit „Back Table”. Back Table se întinde spre sud pentru aproximativ 6 km, până la valea golfului Constantia Nek – Houtbaai. Partea atlantică a Back Table este cunoscută sub numele de „Doisprezece Apostoli”, întinzându-se de la Kloof Nek (șaua dintre Muntele Masă și Capul Leului) până la golful Hout. Partea estică a acestei porțiuni a lanțului montan al peninsulei este mai bine cunoscut prin numele zonelor de conservare de pe versanții inferiori ai acesteia: Groote Schuur Estate, Newlands Forest, Grădina Botanică Kirstenbosch, Parcul Cecilia și Constantia Nek.

## Geologie

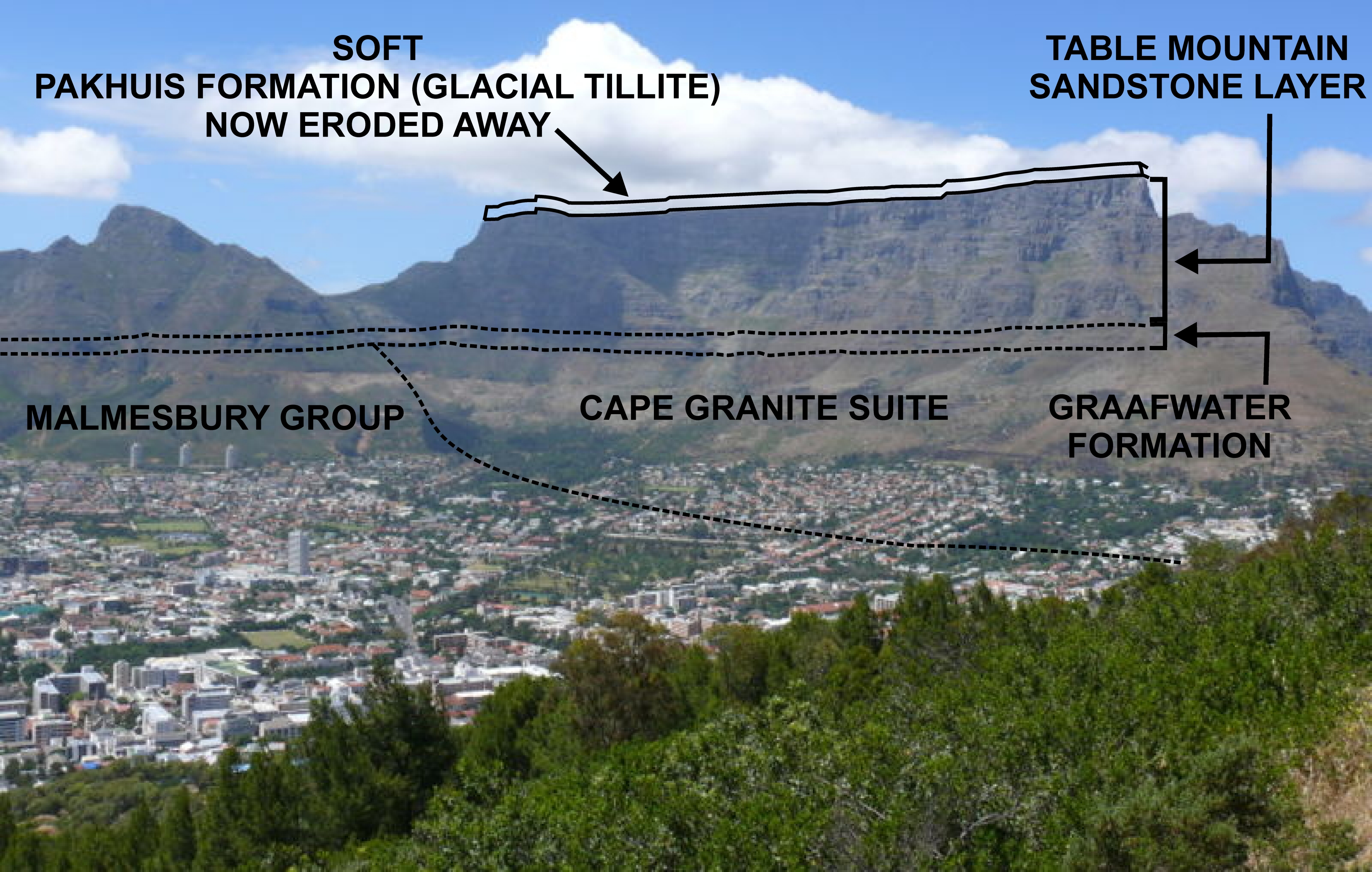
Structura geologică a Table Mountain (a se compara cu harta din stânga).

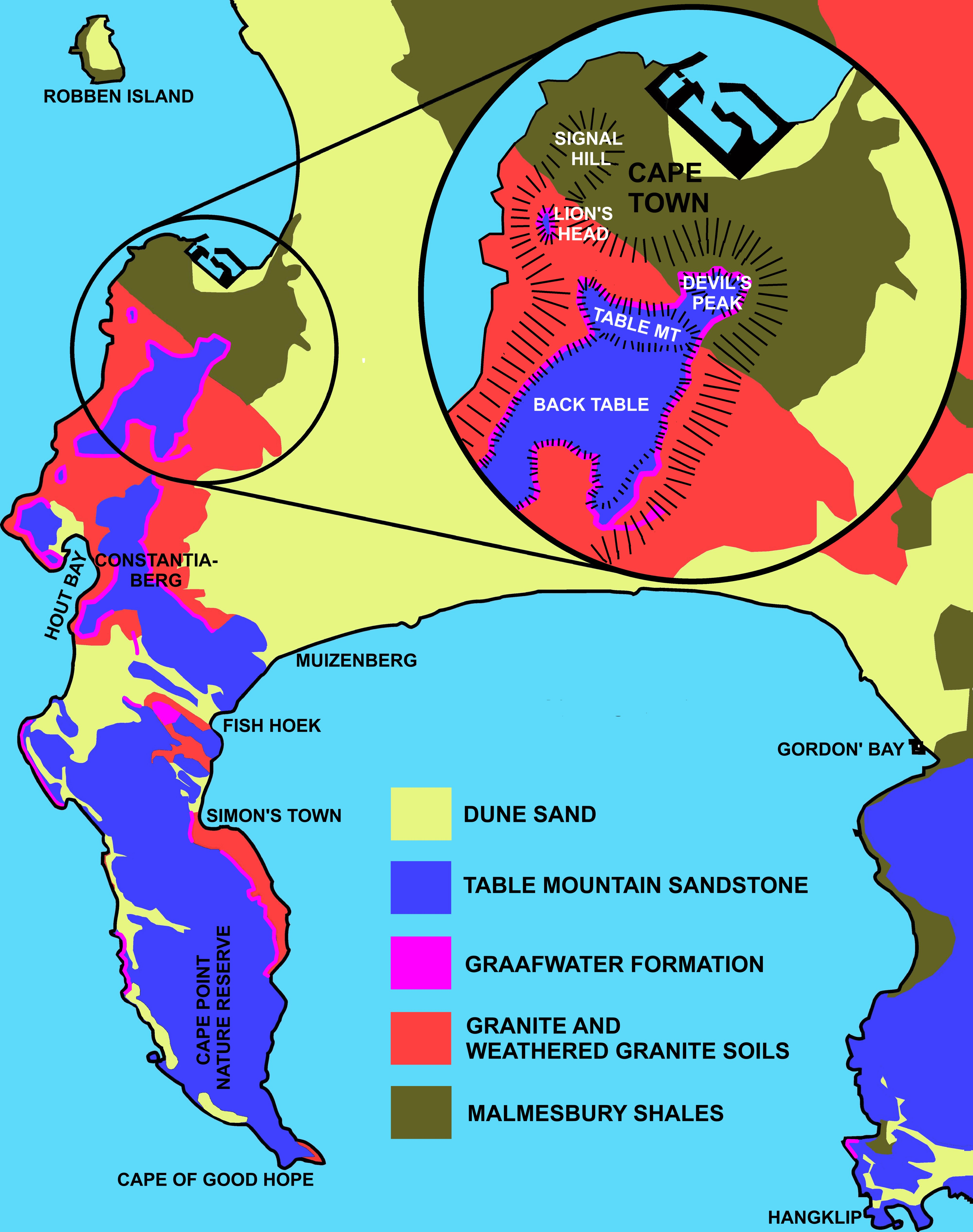
Geologia Table Mountain în relație cu geologia restului peninsulei Cape.

Partea superioară de aproximativ 600 m din porțiunea de aproximativ 1 km a Muntelui Masă este constituită din roci cu vechime de 450–510 milioane de ani (ordovician), aparținând celor două straturi inferioare ale Munților Fold Cape. Cel mai înalt și mai tânăr dintre cele două straturi este format din gresie cuarțitică extrem de dură, denumită în mod obișnuit „gresie de Table Mountain”, care este foarte rezistentă la eroziune și formează stâncile gri abrupte caracteristice. Stratul inferior de circa 70 m, cunoscut sub denumirea de „formațiunea Graafwater”, este format din sedimente aluvionare distincte de culoare maronie, care s-au depus în straturi orizontale mult mai subțiri decât straturile de gresie de Table Mountain de deasupra acestuia. Stâncile Graafwater pot fi cel mai bine văzute chiar deasupra conturului de pe partea din fața Muntelui Masă și în jurul Vârfului Diavolului. Ele pot fi – de asemenea – văzute de-a lungul Chapman’s Peak Drive. Se crede că aceste roci își au originea în mareea continentală superficială, în care s-au păstrat câteva fosile ordoviciene și urme fosile. Gresia de bază s-a format probabil în apă mai adâncă, fie ca urmare a scufundării platoului, fie a creșterii nivelului mării. Stâncile Graafwater se sprijină pe subsolul format din Cape Granite. Devil’s Peak, Signal Hill, City Bowl și o mare parte din Cape Flats au un substrat diferit, cunoscut sub denumirea de șisturi Malmesbury. Șisturile de granit din Cape Granite și Malmesbury formează versanții inferiori și mai domoi ai Table Mountains în Peninsula Cape. Acestea au vârsta precambriană târzie, precedând rocilor Graafwater cu cel puțin 40 de milioane de ani.

O secțiune geologică vest-est (de la stânga la dreapta) prin Table Mountain în Peninsula Cape, Cape Flats (istmul care leagă Peninsula cu continentul african) și Munții Hottentots Holland de pe continent. Acesta indică modul în care Munții Cape Fold au fost erodați în această regiune, lăsând ceea ce a fost cândva fundul unei văi pentru a forma Table Mountain, cu structura sa de masă plată.

Stâncile din subsol nu sunt chiar la fel de rezistente la intemperii ca gresia de Table Mountain, alterări semnificative ale granitului fiind vizibile pe partea de vest a Lion's Head, precum și în alte părți ale Peninsulei (în special la Chapman's Peak și în apropierea orașului Simon). Solul din granit alterat ai versanților inferiori este mai fertil decât solurile sărace în nutrienți derivate din gresia de Table Mountain. Cea mai mare parte a podgoriilor aflate în Peninsula Cape este găsită așadar pe acești versanți granitici.

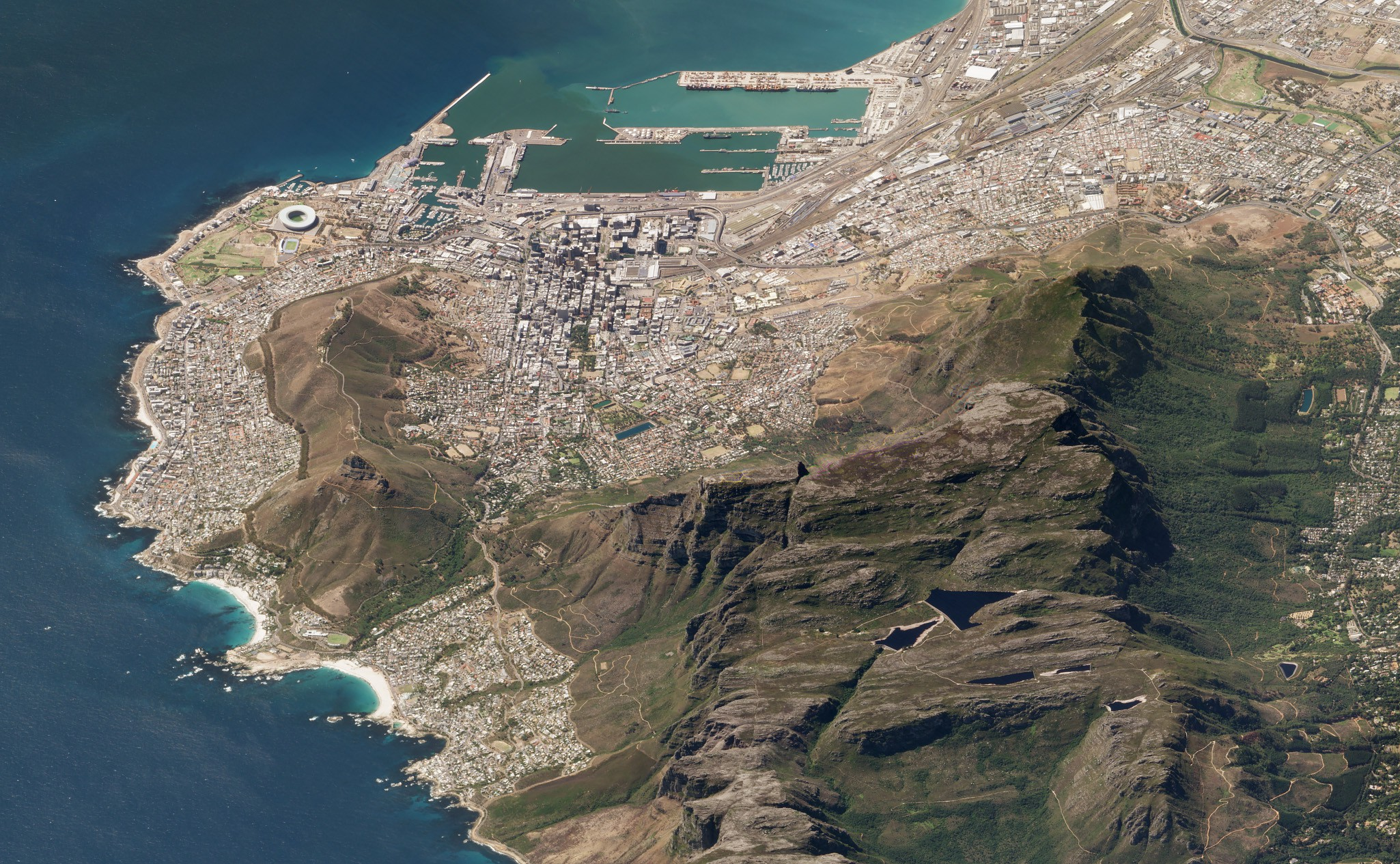
Imagine din satelit a Table Mountain, înconjurat de Cape Town

Muntele își datorează forma plată faptului că este un munte sinclinal, ceea ce înseamnă că a fost cândva fundul unei văi (vezi diagrama din dreapta). Anticlinalul se afla la est, dar a fost distrus, împreună cu substratul Malmesbury, pentru a forma „Cape Flats”. „Cape Flats” formează istmul care face legătura între Peninsula Cape și continent. Fold Mountains se regăsesc ca munții Hottentots Holland pe partea continentală a „Cape Flats”. Un alt motiv ce contribuie la forma plată a muntelui este faptul că acesta constă în întregime din stratul inferior foarte dur al formației de gresie de la Table Mountain. Inițial, acesta a fost acoperit de formația Pakhuis (a se vedea diagrama de mai sus, în partea stângă), deasupra căruia se afla stratul superior al gresiei Table Mountain. Când aceste straturi mai puțin dure s-au erodat, s-a format o platformă de gresie cuarțită foarte rezistentă la eroziune, deasupra căreia stă astăzi vârful Table Mountain.
Table Mountain este cel mai nordic capăt al lanțului muntos Cape Fold (50 km lungime și 6–10 km lățime) care formează coloana vertebrală a Peninsulei Cape, care se întinde de Capul Bunei Speranțe (la sud), Table Mountain și vârful lui Devil's Peak (la est) și Lion's Head-Signal Hill (la vest) către nord. Table Mountain reprezintă cel mai înalt punct al acestei formațiuni. Lanțul muntos se desfășoară paralel spre est cu celelalte lanțuri muntoase de pe continent.

## Flora

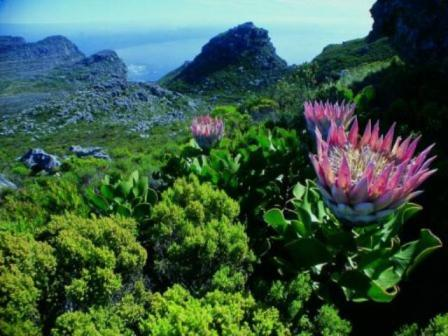
Protea cynaroides pe Table Mountain

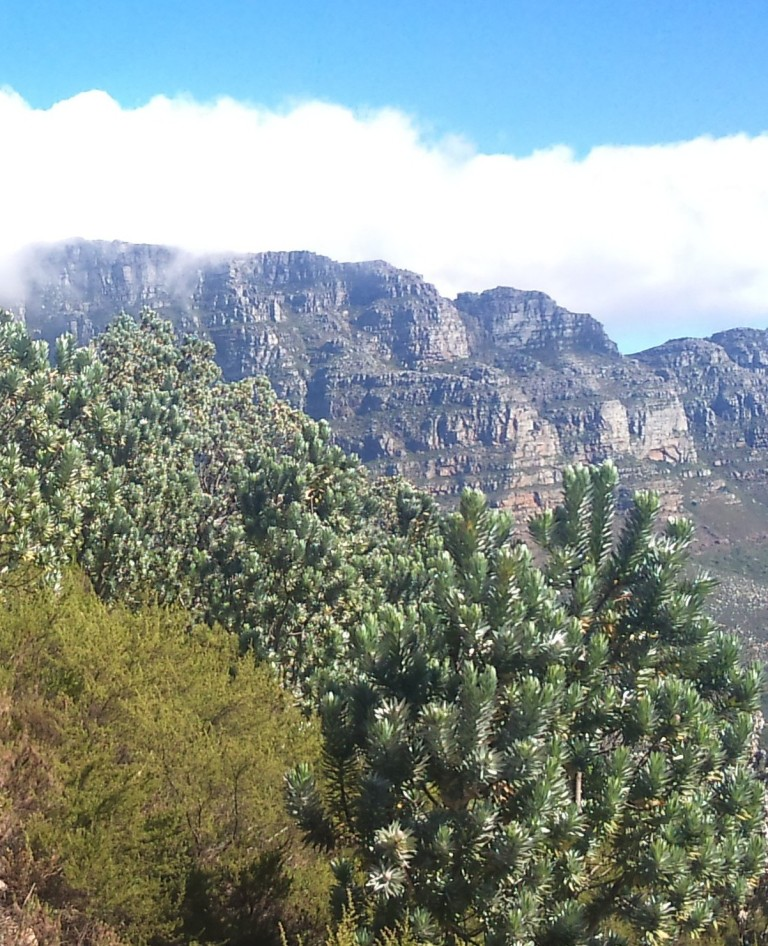
Leucadendron argenteum crește în mod natural numai pe solurile de granit și argilă din Peninsula Cape, înconjurând Table Mountain și Back Table. Câteva peticele minuscule, plantate probabil la începutul istoriei Coloniilor din Cape, apar lângă Stellenbosch, Paarl și Somerset West. Această fotografie a fost făcută de pe Capul Leului, privind spre cei Doisprezece Apostoli.

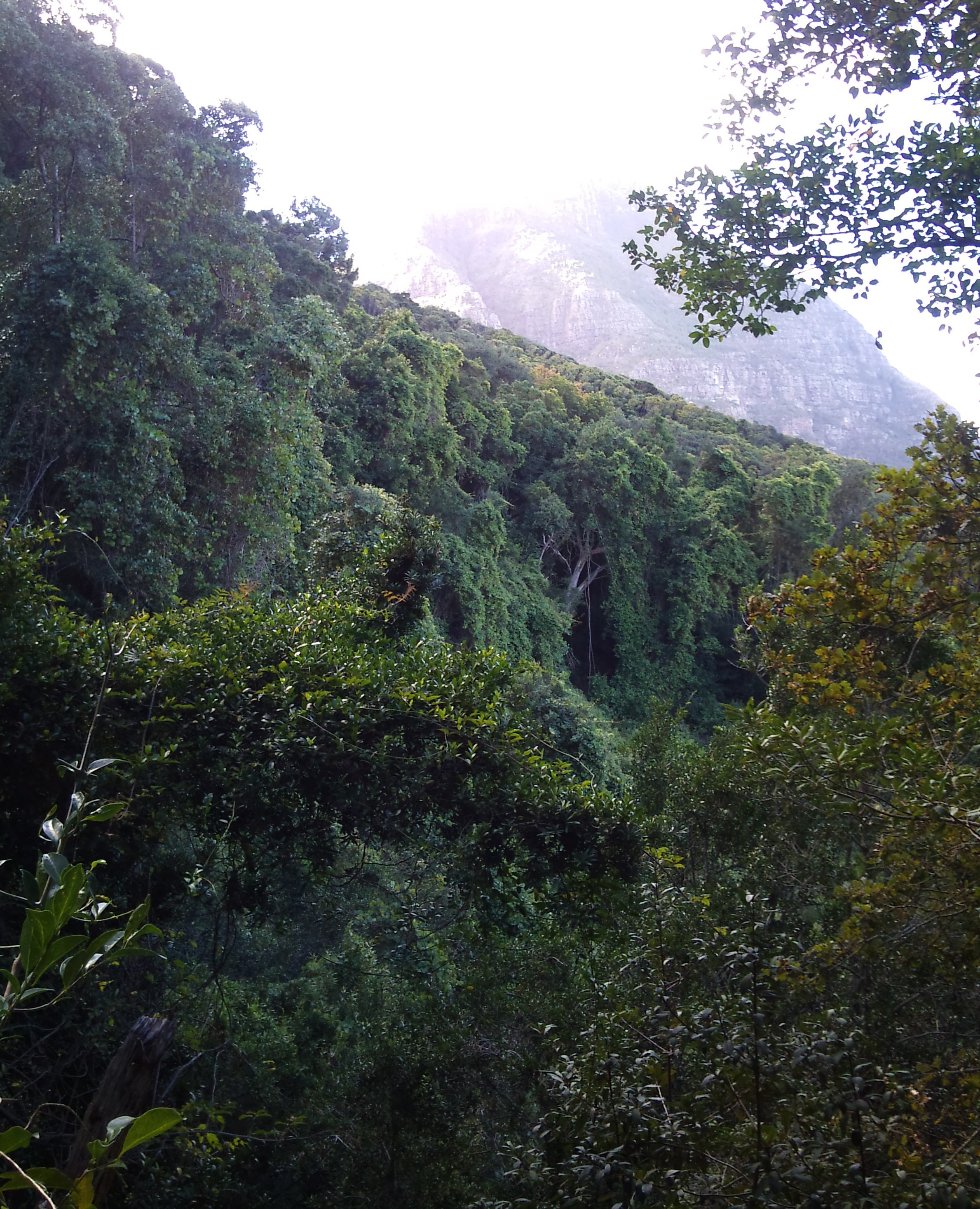
Padure indigena pe Table Mountain, cu Devil's Peak vizibil la distanță

Table Mountain și Back Table au o biodiversitate neobișnuit de bogată. Vegetația sa este formată preponderent dintr-o multitudine de tipuri de fynbos.
Tipurile de vegetație de la Table Mountain fac parte din zonele protejate din Regiunea florală Cape. Aceste arii protejate sunt în patrimoniu mondial și se estimează că 2.285 de specii de plante cresc doar pe Muntele Masă și în zona Peninsulei Cape, dintre care o mare proporți sunt endemice acestor munți și văi. Dintre cele 2.285 de specii din Peninsulă, 1.500 apar concentrate pe 57 km2 cuprinzând Table Mountain și Back Table, numărul fiind puțin mai mare celui al tuturor speciilor de plante din întregul Regat Unit. Disa uniflora, în ciuda răspândirii restrânse în zona Provinciei Western Cape, este relativ frecventă în zonele perene umede (cascade, pâraie etc.) de pe Table Mountain și Back Table, dar nu apare aproape nicăieri în altă parte a Peninsulei Cape. Este o orhidee foarte strălucitoare, care înflorește din ianuarie până în martie în regiunile nisipoase ale Table Mountain. Deși sunt destul de răspândite pe Back Table, cel mai bun (cel mai sigur și mai apropiat) loc pentru a vedea aceste frumoase flori se află la jumătatea distanței dintre Skeleton Gorge și Maclear's Beacon.
Pâlcuri reduse din pădurea indigenă persistă în zone mai umede. Cu toate acestea, o mare parte din pădurea indigenă a fost tăiată de coloniștii europeni timpurii pentru combustibil pentru cuptoarele de var necesare în timpul construcției Castelului Bunei Speranțe. Nu se cunoaște întinderea exactă a pădurilor inițiale, deși cea mai mare parte s-a aflat probabil de-a lungul versanților estici ai Devil's Peak, Table Mountain și Back Table unde nume precum Rondebosch, Kirstenbosch, Klassenbosch și Witteboomen supraviețuiesc (în olandeză „bosch” înseamnă pădure și „boomen” înseamnă copaci). Hout Bay (în olandeză „hout” înseamnă lemn) a fost o altă sursă de cherestea și combustibil, după cum sugerează și numele. La începutul anilor 1900 au fost plantați pini pe acești versanți de la Constantiaberg până pe Vârfului Diavolului și chiar în vârful munților, dar acestea au fost acum limitate în mare măsură, permițând înflorirea fynbosului în regiunile în care pădurile indigene afromontane nu au supraviețuit sau nu au existat vreodată.
Fynbos este o vegetație adaptată la foc, motiv pentru care incendiile de vegetație incendiilor nu sunt frecvente, regulate sau intense, factor importanț al diversității fynbos. Incendiile obișnuite de fynbos cel puțin în ultimele 12000 de ani au avut loc, în mare parte, ca urmare a activității umane. În 1495, Vasco da Gamaa numit coasta sud-africană Terra de Fume din cauza fumului pe care l-a văzut din numeroase incendii. Acest lucru a fost probabil inițial pentru a menține un stoc productiv de bulbi comestibili (în special watsonia)  și pentru a facilita vânătoarea, iar mai târziu, după sosirea păstorilor, pentru a asigura pășunatul de vegetație proaspătă după ploi. Astfel, plantele care alcătuiesc astăzi fynbos sunt cele care au fost supuse unei varietăți de tipuri de incendiu pe o perioadă foarte lungă de timp, iar conservarea lor necesită acum ardere regulată. Frecvența incendiilor determină care amestec de plante va domina o regiune anume, dar intervale de 10-15 ani între incendii sunt considerate a promova proliferarea speciilor protea mai mari; o colonie locală rară de Aulax umbellata (Familia: Proteaceae), a fost extintă în peninsulă prin incendii mai frecvente. Incendiile care au loc astăzi pe munți se datorează în mare parte activității umane nereglementate. Frecvența focului este, așadar, mai degrabă o problemă de întâmplare decât de conservare. 